# Adam Droppe
Adam Droppe, född 1969, är en svensk forskare i sociologi, som bland annat är med och gör SR-podden Sjukt, galet och helt normalt. Droppe har forskat angående tillkomsten av medicinsk kunskap, särskilt med studien angående andropaus vilken blev uppmärksammad.